# 알렉스 레미로
알레한드로 "알렉스" 레미로 가르가요(스페인어: Alejandro "Álex" Remiro Gargallo, 1995년 3월 24일, 나바라 지방 카스칸테 ~)는 스페인의 프로 축구 선수로, 현재 레알 소시에다드에서 골키퍼로 활약하고 있다.

## 클럽 경력

### 아틀레틱 빌바오
레미로는 나바라 지방 카스칸테 출신으로, 2009년에 14세의 나이로 아틀레틱 빌바오의 유소년부에 입단하였다. 그는 2012-13 시즌에 테르세라 디비시온에 속한 자매 결연 구단 소속으로 성인 무대 첫 발을 디뎠다.
2014년 5월 26일, 레미로는 세군다 디비시온 B에 소속된 2군으로 승격되었다. 그는 1월에 케파 아리사발라가가 승격되면서 주전으로 도약하였고, 이 시즌에 플레이오프전을 포함해 23경기에 출전하였고, 소속 선수단은 19년 만에 세군다 디비시온으로 승격되었다.
레미로는 2015년 8월 24일에 프로 무대 첫 경기를 치렀는데, 0-1로 패한 지로나와의 안방 경기에 선발로 출전하였다. 이듬해 6월 22일, 그는 라 리가에 소속된 1군에 입성하였다.
2016년 7월 1일, 레미로는 2부 리그의 레반테로 1년 임대되었다. 그러나, 케파가 부상으로 선수단에서 빠지게 되면서 다음 이적 시장에 원 소속 구단으로 복귀하였다.
2017년 7월 21일, 레미로는 2부 리그의 우에스카로 1년 임대되었다. 그는 아라곤 연고 구단이 사상 첫 1부 리그 승격을 이룩하는데 성공했는데, 그는 총 42번의 경기 중에 1경기만을 결장하였다.
레미로는 산 마메스로 돌아오면서 케파가 첼시로 떠나고 또다른 주축 수문장 이아고 에레린이 부상을 당하면서 주전 수문장을 맡을 것으로 점쳐졌다. 그러나, 그는 빌바오와의 재계약에서 합의를 보는 데에 실패하였고, 그 결과 아래 서열이었던 우나이 시몬이 레가네스와의 새 시즌 개막전에 출전하게 되었다. 게다가 시몬이 1군 지위를 확고히 하면서 계약의 언쟁에 여지가 없었고, 몇 주 후에 레미로는 아틀레틱을 떠나고 싶다고 의사를 밝혔고, 2019년 6월 30일에 이를 성사시키기를 원했다.

### 레알 소시에다드
2019년 6월 10일, 레미로는 아틀레틱의 숙적 레알 소시에다드로 이적하기로 합의를 보았고, 7월 1일을 기점으로 계약이 발효되었다. 그는 9월 27일레 리그 신고식을 치렀는데, 3-0으로 이긴 알라베스와의 안방 경기에서 무실점으로 틀어막았다.